# Rini Shtiam
Rini Shtiam, pseudoniem van Soerdjan Parohi, (District Suriname, 2 februari 1938) is een Surinaams pottenbakker, dichter, voordrachtskunstenaar en toneelschrijver. Hij schreef poëzie en toneelstukken in een mengeling van Hindi en Sarnami, in het Sranan en het Nederlands rond bekende thema's aIs de nationale bewustwording en de eenheid van alle Surinamers.
Hij maakte zijn debuut met Mohini (1975), daarna maakte hij Piendjré Ké Panchhie (De vogel in de kooi, 1976). Curieus is Yaadgaar (In memoriam, 1977) geschreven ter nagedachtenis aan zeven verdronken padvinders. Zijn werk is bepaald niet excellent, maar aIs voordrachtskunstenaar kent hij onder de Surinaamse hindoestanen nauwelijks zijns gelijke, zoals te beluisteren valt op de plaat Chanda mama (Moeder maan, 1983).